# Søren Spanning
Søren Kristian Spanning (født 30. maj 1951 på Frederiksberg, død 12. februar 2020 på Frederiksberg) var en dansk skuespiller og en af Danmarks førende stemmeskuespillere.

## Karriere
Han blev uddannet fra Aarhus Teater i 1976 og var herefter ansat på dette teater frem til 1980.
I perioden fra 1980 til 1987 var han tilknyttet Det Kongelige Teater og medvirkede gennem sin karriere i en lang række teaterstykker, af hvilke kan nævnes: En skærsommernatsdrøm, Købmanden i Venedig, Hamlet, Kong Lear, Mågen, Tre søstre, Hedda Gabler og Faderen.
I tv medvirkede han i en række serier, såsom Strandvaskeren, Antonsen, Kald mig Liva, Bryggeren, TAXA, Karrusel, Skjulte spor, Hotellet, Forsvar, Ørnen, Lærkevej og Borgen
Herudover havde han roller i julekalenderne Alletiders Jul, Krummernes Jul, Brødrene Mortensens Jul og Jul i Valhal.
Spanning lagde desuden dansk stemme til Lord Voldemort i Harry Potter-serien.
Søren Spanning var endvidere tilknyttet lydbogsforlaget Momo - Skuespillernes Lydbogsværksted hvor han indlæste flere lydbøger.
Han blev i 1995 udnævnt til Ridder af Dannebrog. Han blev i 2016 tildelt Osvald Helmuth-legat.
I 2014 blev han ramt af en hjerneblødning og var ikke aktiv siden da.

## Filmografi
Film i udvalg:
- Kassen stemmer – 1976
- Har du set Alice? – 1981
- Min farmors hus – 1984
- Midt om natten – 1984
- Krummerne 2 - Stakkels Krumme – 1992
- Roser & persille – 1993
- Krummerne 3 - Fars gode idé – 1994
- Lykkevej – 2003
- Jul i Valhal – 2005
- En kongelig affære – 2012
- Ud, spring over, ind – 2013

## Private forhold
Han var søn af sportsjournalist Finn Spanning (1915-1972) og Elisabeth Heiberg Carstensen (f. 1918), gift 1946.
Han var gift med kollegaen Karen-Lise Mynster, og havde sammen med hende skuespilleren Rosalinde Mynster, filmfotografen Jasper Spanning, samt Line Spanning.